# Hans von Rokitansky
Pour les articles homonymes, voir Rokitansky.
Hans, baron von Rokitansky (8 mars 1835, Vienne - 2 novembre 1909, Schloss Laubegg (de)), est un chanteur d'opéra autrichien, basse.

## Biographie
Fils du baron Carl von Rokitansky et frère de Victor von Rokitanski (de), Hans von Rokitansky étudie la musique à Paris, Bologne et Milan, avant de faire ses débuts de chanteur professionnel dans un concert à Londres à 1856. L'année suivante, il fait sa première apparition sur la scène lyrique dans la Norma de Vincenzo Bellini au Théâtre italien à Paris. En 1862, il rejoint la liste au Théâtre national de Prague où son premier rôle était le Cardinal Brogny dans La Juive de Fromental Halévy. Il quitte Prague en 1864 pour rejoindre le Hofoper Vienne où il a chanté les rôles pour les vingt-neuf années suivantes. Ses nombreux rôles dans cette maison incluent entre autres Giorgio de I puritani de Bellini, Leporello dans Don Giovanni de Mozart, Sarastro dans La Flûte enchantée de Mozart, Bertram dans Robert le Diable de Meyerbeer, le rôle-titre de Fiesco de Verdi, Caspar dans Der Freischütz de Carl Maria von Weber, le landgrave de Tannhäuser de Wagner, et le roi Henry dans Lohengrin de Wagner. Il a aussi notamment dépeint à la fois le grand prêtre et le gardien du temple dans la première mondiale de La Reine de Saba (Die Königin von Saba) de Karl Goldmark en 1875.
Rokitansky passa périodiquement dans des opéras et des concerts dans toute l'Europe. Il est apparu dans des opéras au Théâtre de Sa Majesté à Londres en 1865 et en 1866, en chantant notamment Osmin dans une reprise de Die Entführung aus dem Serail de Mozart. Il est également apparu dans des spectacles de Londres en 1876-1877 et est apparu dans des opéras à Florence, Milan, Turin, Bologne au cours des années 1860 et 1870.
Après avoir quitté le Hofoper Vienne en 1893, Rokitansky enseigne le chant au Conservatoire de Vienne. Plusieurs élèves de Hans ont continué à avoir une carrière d'opéra à succès, dont Franz Xaver Battisti, Thérèse Boschetti et Josef Staudigl. 
Hans se retira ensuite au Schloss Laubegg (de), en Styrie, où il est décédé le 2 novembre 1909.

## Sources